# Vincenzo Pietrini
Vincenzo Pietrini (San Sebastiano al Vesuvio, 22 marzo 1937) è un politico italiano.

## Biografia
Esponente del PSI, nella prima metà degli anni Ottanta è assessore al Piano Regolatore del comune di Roma. 
Viene eletto deputato socialista nella circoscrizione Roma-Viterbo-Latina-Frosinone nel 1987 per la X Legislatura.

## Libri
- Governare Roma. Dalla parte dei socialisti, di Antonio Manca, Roma, Edimez, 1981 - intervista